# Стефания Гогенцоллерн-Зигмаринген
Стефания Гогенцоллерн-Зигмаринген (15 июля 1837 — 17 июля 1859) — королева-консорт Португалии, супруга короля Педру V.

## Биография
Принцесса родилась в городе Зигмаринген, она была старшей дочерью Карла Антона, князя Гогенцоллерн-Зигмарингена и его жены Жозефины Баденской. Со стороны матери её бабушкой и дедушкой были Карл Баденский и Стефания де Богарне. Она также приходилась сестрой князю Леопольду Гогенцоллерн-Зигмарингенскому и королю Румынии Каролю I.
В 1852 году её бабушка великая герцогиня Баденская предлагала её кандидатуру при выборе будущей жены для Наполеона III. Но этот проект из-за молодости Стефании остался без последствий.

## Замужество
18 мая 1858 года Стефания сочеталась браком с португальским королём Педру V. И жених и невеста были на пороге своего двадцатиоднолетия. Португальский двор встретил принцессу потрясающей роскошью, и она написала домой, что португальцы разбираются в изыске и богатстве лучше, чем в достоинстве. Несмотря на очень хорошие условия, скоро Стефания заболела дифтерией и умерла всего год спустя в возрасте 22 лет. За недолгий срок в статусе королевы, она сумела заслужить хорошую репутацию, будучи инициатором строительства множества больниц.
В браке детей не было. Похоронена королева Стефания в монастыре Сан-Висенте-де-Фора, в Лиссабоне.
Её муж так и не женился второй раз и умер 11 ноября 1861 года. Ему наследовал его младший брат Луиш I.

## Официальные титулы
- 15 июля 1837 — 18 мая 1858: Её Светлейшее Высочество[источник не указан 2494 дня] принцесса Стефания Гогенцоллерн-Зигмаринген
- 18 мая 1858 — 17 июля 1859: Её Величество королева Португалии и Алгарве